# Тарп, Розетта
Сестра Розетта Тарп (англ. Sister Rosetta Tharpe; 20 марта 1915, Коттон-Плант, Вудрафф, Арканзас — 9 октября 1973, Филадельфия, Пенсильвания) — американская певица, автор песен, гитаристка, «звезда» звукозаписи. Пионер музыки XX века, Тарп достигла популярности в 1930-х и 1940-х годов с записями в жанре госпел, уникального сочетания духовной лирики и ритмического аккомпанемента. В области госпела она стала первым кроссовер-исполнителем и первой подлинной «звездой» этого стиля. Позже её называли «подлинной душой соула» (the original soul sister) и «крестной матерью рок-н-ролла». Она оказала влияние на таких исполнителей, как Литл Ричард, Джонни Кэш, Элвис Пресли и Джерри Ли Льюис.

## Дискография

### Альбомы
- The Lonesome Road (1941)
- Blessed Assurance (1951)
- Wedding Ceremony Of Sister Rosetta Tharpe and Russell Morrison (1951)
- Gospel Train (1956)
- Famous Negro Spirituals and Gospel Songs (1957)
- Sister Rosetta Tharpe (MGM, 1959)
- Sister Rosetta Tharpe (Omega,  1960)
- Gospels In Rhythm (1960)
- Live in 1960 (1960)
- The Gospel Truth with the Bally Jenkins Singers (1961)
- Sister Rosetta Tharpe (Crown, 1961)
- Sister On Tour (1962)
- Live In Paris (1964)
- Live at the Hot Club de France (1966)
- Negro Gospel Sister Rosetta Tharpe and the Hot Gospel Tabernacle Choir and Players (1967)
- Precious Memories  (1968)
- Singing In My Soul (1969)

Полное собрание сочинений сестры Розетты Тарп вплоть до 1961 года было выпущено в виде бокс-сета из семи двойных CD известным французским лейблом Frémeaux & Associés.

### Синглы в чартах
| Год  | Сингл                                       | Позиция в чарте |
| Год  | Сингл                                       | US R&B          |
| ---- | ------------------------------------------- | --------------- |
| 1945 | «Strange Things Happening Every Day»        | 2               |
| 1948 | «Precious Memories»                         | 13              |
| 1948 | «Up Above My Head, I Hear Music In The Air» | 6               |
| 1949 | «Silent Night (Christmas Hymn)»             | 6               |

### Трибьюты
- Shout, Sister, Shout: A Tribute to Sister Rosetta Tharpe (2003)

## В популярной культуре
- Элвис. Роль исполнила певица Yola.